# Paul Czermak

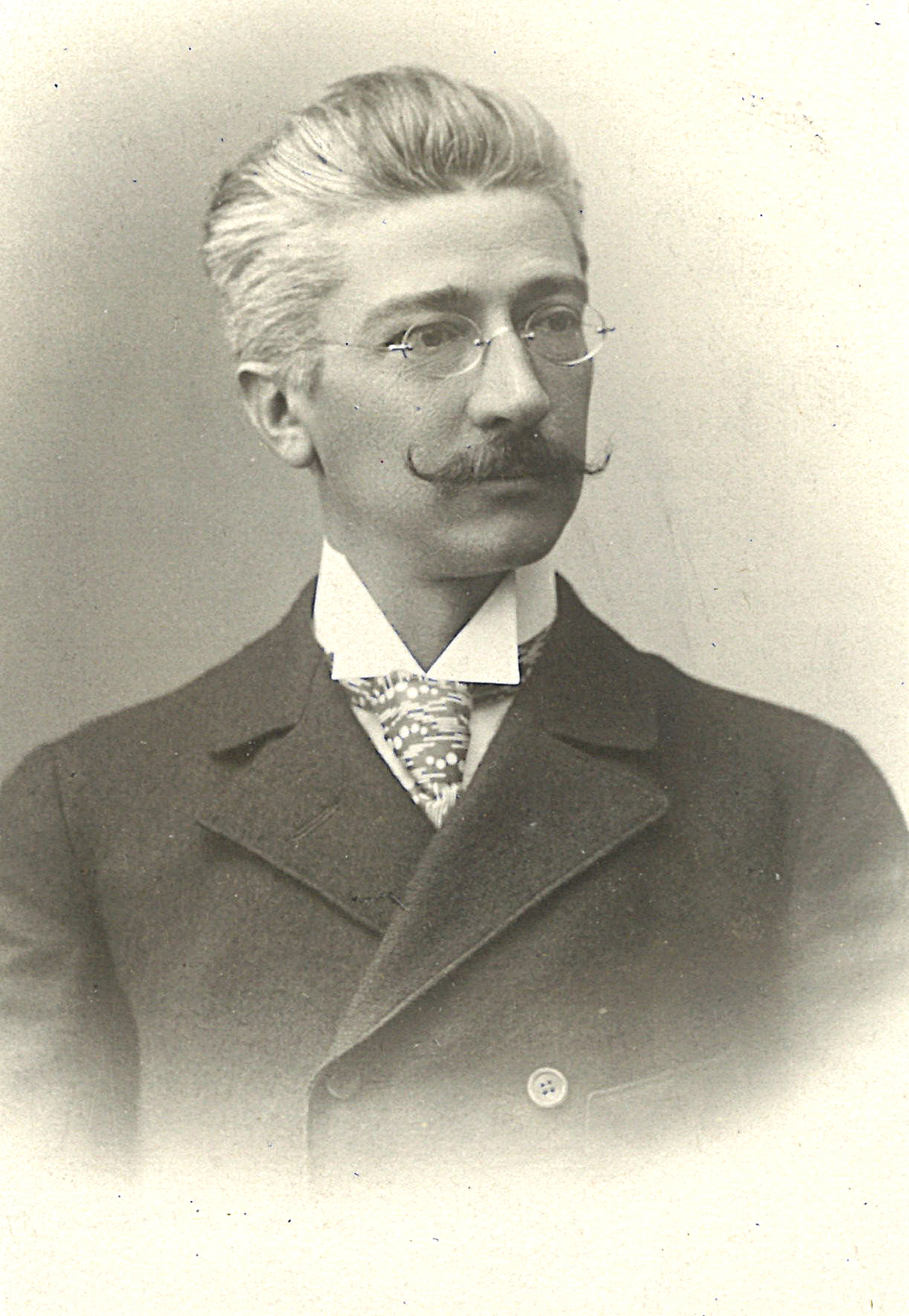
Paul Czermak porträtiert für ein um 1900 entstandenes Fakultätsalbum der Universität Innsbruck

Paul Czermak (* 28. Dezember 1857 in Brünn, Mähren; † 2. März 1912 in Innsbruck) war Physiker und Professor für Physik an der Universität Innsbruck.

## Leben
Czermak war Sohn des Psychiaters Joseph Czermak. Infolge einer kränklichen Jugend wurde er 1885 erst mit 28 Jahren in Graz mit einer Dissertation über die Maxwellsche Gastheorie zum Doktor der Philosophie promoviert. Er setzte sein Studium in Prag, Wien und Straßburg fort. 1889 wurde er in Graz Assistent von Ludwig Boltzmann und habilitierte sich dort mit einer Schrift „Über das elektrische Verhalten des Quarzes“.
1896 wurde er in Graz zum außerordentlichen Professor und im folgenden Jahr zum ordentlichen Professor für kosmische Physik und Meteorologie berufen. Ab 1897 lehrte er in Innsbruck Meteorologie. 1898 startete er die Veröffentlichung der jährlichen „Beobachtungen des meteorologischen Observatoriums der Universität Innsbruck“. Nach Ignaz Klemenčičs Tod im Jahr 1901 wurde er dessen Nachfolger an der Universität Innsbruck als Professor der Experimentalphysik und Vorstand des physikalischen Instituts, mit dem er 1904/05 in den Neubau in der Schöpfstraße umzog. 1904/1905 war er Prodekan der philosophischen Fakultät. Aus gesundheitlichen Gründen war er ab 1906 in Karenz und ging 1910 in den Ruhestand.
Ab 1897 gehörte er dem Naturwissenschaftlich-medizinischen Verein in Innsbruck an, war 1901/1902 dessen Vorstand und ab 1910 Ehrenmitglied. Im Jahr 1900 wurde er zum Mitglied der Leopoldina gewählt. Außerdem war er korrespondierendes Mitglied der k.u.k. Zentralanstalt für Meteorologie und Erdmagnetismus.
Der Gauamtsleiter und Arzt Hans Czermak war sein Sohn.

## Nachweise
1. ↑  II. Berichte über die im Jahre 1910/11 abgehaltenen Sitzungen. (Memento vom 12. März 2014 im Internet Archive) In: Berichte des naturwissenschaftlich-medizinischen Vereins Innsbruck. Band 34, 1913, S. 31–33.
2. ↑  Gutachten zur Doktor-Dissertation von Paul Czermak. Universität Graz, März 1885, abgerufen am 22. Juni 2022.
3. 1 2  Peter Goller: Eine Vermessung: Zur Lage der Naturwissenschaften an der Universität Innsbruck an der Jahrhundertwende 1900. Universitätsarchiv der Universität Innsbruck, abgerufen am 8. August 2024.
4. ↑  Armin Denoth: 244 Jahre Lehrkanzel der Experimentalphysik: Lehrkanzelinhaber Experimentalphysik Innsbruck In: Webseite der Physik der Universität Innsbruck, Innsbruck 2005.
5. ↑  Universität Innsbruck (Hrsg.): Übersicht der akademischen Behörden, Professoren, Privatdozenten, Lehrer, Beamten etc. an der Leopold-Franzens-Universität zu Innsbruck für das Studienjahr 1905/1906. Verlag des akademischen Senats, Innsbruck 1905.
6. ↑  Egon Schweidler: Professor Dr. Paul Czermak. In: Universitätsarchiv. Universitäts- und Landesbibliothek Tirol, abgerufen am 8. August 2024.
7. ↑  Sitzung (Jahresversammlung) am 12. März 1912. In: Berichte des naturwissenschaftlich-medizinischen Vereines in Innsbruck. Verlag Wagner'sche Universitäts-Buchhandlung, Universitätsarchiv der Universitäts- und Landesbibliothek Tirol (PDF), abgerufen am 8. August 2024.
8. ↑  Mitgliedseintrag von Paul Czermak bei der Deutschen Akademie der Naturforscher Leopoldina, abgerufen am 27. September 2017.